# Campionato francese di rugby a 15 1964-1965
Il Campionato francese di rugby a 15 1964-1965 fu disputato da 56 squadre divise in 7 gironi di 8 squadre. Le prime 4 di ogni poule e le due migliori quinte, per un totale di 32, sono state qualificate per la fase ad eliminazione diretta.
L'Agen ha conquistato il titolo superando in finale il CA Brive

## Fase di qualificazione
In grassetto le qualificate al turno successivo
| - US bressane - Castres Olympique - SC Graulhet - FC Lourdes - Section paloise - CA Périgueux - SA Saint-Sever - Toulouse olympique EC | - AS Béziers - Biarritz Olympique - RC Chalone - US Cognac - Stade dijonnais - Stade rochelais - US Romans - Saint-Girons SC | - Stade aurillacois - CA Brive - CA Lannemezan - CO Le Creusot - FC Saint-Claude - US Carmaux - Stadoceste tarbais - CS Vienne |
| - SC Angoulême - La Voulte - Lyon OU - RC Narbonne - Stade toulousain - SC Tulle - Tyrosse RCS - Valence                               | - SU Agen - SC Albi - SO Chambéry - USA Limoges - SC Mazamet - Racing club de France - Saint-Junien - RC Toulon              | - Condom - US Dax - FC Grenoble - US Montauban - USA Perpignan - Paris université club - Stade bordelais UC - Stade montois    |
| - FC Auch - Aviron bayonnais - CA Bègles - Cahors - Foix - AS Montferrand - US Quillan - RC Vichy                                      | | |

## Sedicesimi finale
In grassetto le qualificate al turno successivo
| Squadra 1          | Squadra 2             | Risultato |
| ------------------ | --------------------- | --------- |
| SU Agen            | US Cognac             | 8-6       |
| USA Limoges        | Stade aurillacois     | 3-0       |
| SC Tulle           | Racing club de France | 9-5       |
| CA Bègles          | FC Lourdes            | 12-3      |
| La Voulte          | Aviron bayonnais      | 25-6      |
| Stade rochelais    | RC Chalone            | 13-12     |
| AS Béziers         | RC Vichy              | 17-6      |
| SC Angoulême       | AS Montferrand        | 6-0       |
| CA Brive           | RC Narbonne           | 9-3       |
| RC Toulon          | US Dax                | 11-9      |
| SC Graulhet        | USA Perpignan         | 11-8      |
| US Montauban       | Biarritz olympique    | 14-3      |
| Stade montois      | CS Vienne             | 16-9      |
| FC Auch            | FC Grenoble           | 3-12 (*)  |
| Stadoceste tarbais | Stade toulousain      | 14-6      |
| CA Périgueux       | Section paloise       | 11-6      |

(*) Il Grenoble batte l'Auch 12 a 3, ma viene squalificato per l'ultizzo di un giocatore di Rugby a 13
Il Périgueux elimina a sorpresa i detentori della Section paloise.

## Ottavi di finale
In grassetto le qualificate al turno successivo
| Squadra 1          | Squadra 2       | Risultato |
| ------------------ | --------------- | --------- |
| SU Agen            | USA Limoges     | 22-3      |
| SC Tulle           | CA Bègles       | 9-8       |
| La Voulte          | Stade rochelais | 6-0       |
| AS Béziers         | SC Angoulême    | 3-0       |
| CA Brive           | RC Toulon       | 8-3       |
| SC Graulhet        | US Montauban    | 6-3       |
| Stade montois      | FC Auch         | 12-6      |
| Stadoceste tarbais | CA Périgueux    | 30-6      |

## Quarti di finale
In grassetto le qualificate al turno successivo
| Squadra 1     | Squadra 2          | Risultato |
| ------------- | ------------------ | --------- |
| SU Agen       | SC Tulle           | 22-3      |
| La Voulte     | AS Béziers         | 12-0      |
| CA Brive      | SC Graulhet        | 5-0       |
| Stade montois | Stadoceste tarbais | 14-9      |

## Semifinali
| Squadra 1 | Squadra 2     | Risultato |
| --------- | ------------- | --------- |
| SU Agen   | La Voulte     | 21-14     |
| CA Brive  | Stade montois | 14-6      |

Le due semifinali sono state segnate da gravi incidenti. La Voulte viene eliminata dopo esser stata in vantaggio per 14-0, ma rimasta senza tre giocatori infortunati (all'epoca non c'erano sostituzioni). Nell'altra, Normand, un giocatore del Brive è stato espulso ma sorprendentemente non sarà squalificato per la finale

## Finale
| Arbitro: | Bernard Marie |

| |            | |
| mete: Razat, Sitjar c.p. Dehez drop: Dehez | Marcatori  | = mete: Roques, P.Besson, trasf. Villepreux |
| Marius Lagiewski, Jean-Claude Malbet, Raymond Palladin, Jacques Fort, Michel Lasserre, Michel Sitjar, Serge Viotto, Francesco Zani, Pierre Lacroix, Jean-Claude Hiquet, Jean-Claude Soula, Jean-Pierre Razat, Pierre Gruppi, Bernard Pomiès, Jean-Louis Dehez, Serge Méricq, Georges Cavailles, Claude Salesse | Formazioni | Pierre Marsaud, Pierre Bessot, Claude Freyssinet, Jean Normand, Roger Fite, Marcel Lewin, Gérard Burguet, Jean-Pierre Delfour, Marcel Puget, Jean-Claude Roques, Serge Castiglioni, Michel Marot, Claude Besson, Pierre Besson, Pierre Villepreux |